# Pietro Faccini

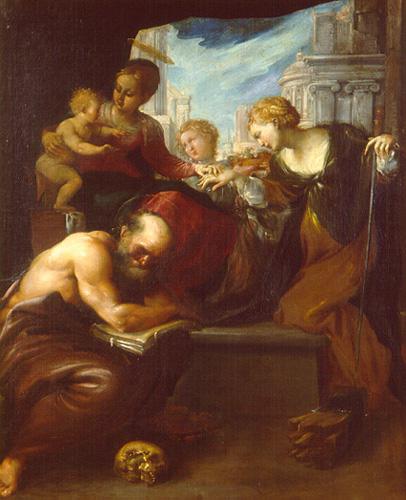
Matrimonio místico de Santa Catalina, óleo sobre lienzo, 101 x 84 cm, Roma, Musei Capitolini.

Pietro Faccini (Bolonia, c. 1562-1 de abril de 1602) fue un pintor italiano.
Se inició en la actividad pictórica bajo la guía de los Carracci, datando de 1590 la primera obra conocida: el Martirio de San Lorenzo de la iglesia de San Giovanni in Monte de Bolonia. 
Hacia 1593 o 1594 comenzó a distanciarse de Annibale Carracci, recibiendo influencias diversas, como se aprecia en los retablos de las iglesias de San Domenico y de Santa María dei Servi o en el Pesebre de la Pinacoteca Nacional de Bolonia, donde se aprecia mejor la influencia de Ludovico Carracci, en tanto en el Retablo Pellicani y la Virgen del Rosario de Quarto Inferiore en Granarolo dell'Emilia son patentes las influencias de Correggio y de Federico Barocci en el Autorretrato conservado actualmente en los Uffizi.